# Наталија Дајер
Наталија Данијела Дајер (енгл. Natalia Danielle Dyer; Нешвил, 13. јануар 1995) америчка је глумица. Позната је по улози Ненси Вилер у научнофантастичној серији Чудније ствари (2016—данас).

## Детињство и младост
Дајерова је рођена и одрасла у Нешвилу, у Тенесију, а завршила је сценске уметности у Школи уметности у Нешвилу.

## Приватни живот
Од 2016. Дајерова је у вези са колегом из Чуднијих ствари, Чарлијем Хитоном.

## Филмографија

### Филм
| Година | Српски назив                  | Изворни назив | Улога                       | Напомене    |
| ------ | ----------------------------- | ------------- | --------------------------- | ----------- |
| 2009.  | Хана Монтана: Филм            |               | Клариса Грејнџер            |             |
| 2010.  |                               |               | Џејни                       | кратки филм |
| 2011.  |                               |               | Лили                        |             |
| 2012.  | Тужно као џез                 |               | Грејс                       |             |
| 2013.  |                               |               | Бенши                       |             |
| 2014.  |                               | [ 8 ]         | Давина                      |             |
| 2014.  |                               |               | Аделајн                     | кратки филм |
| 2015.  |                               |               | Луси                        | кратки филм |
| 2016.  |                               |               | Мари                        |             |
| 2017.  |                               |               | Алис                        | кратки филм |
| 2018.  |                               |               | Клара                       |             |
| 2018.  |                               |               | Хејли                       | кратки филм |
| 2019.  |                               |               | Клара                       |             |
| 2019.  |                               | Коко          |                             |             |
| 2019.  |                               | Алис          |                             |             |
| 2019.  |                               | [ 9 ]         | Моник                       |             |
| 2019.  | Таскалуса                     |               | Вирџинија                   |             |
| 2021.  |                               |               | победница ријалитија (глас) |             |
| 2021.  | Ствари које смо чули и видели |               | Вилис Хауел                 |             |

### Телевизија
| Година     | Српски назив   | Изворни назив | Улога       | Напомене           |
| ---------- | -------------- | ------------- | ----------- | ------------------ |
| 2016—данас | Чудније ствари |               | Ненси Вилер | главна улога       |
| 2020.      |                |               | Џејн Ер     | епизода: „Џејн Ер” |

### Музички спотови
| Година | Назив | Извођач   | Реф.   |
| ------ | ----- | --------- | ------ |
| 2018.  | „”    | Џејмс Беј | [ 11 ] |